# Vouhlehirsk
Vouhlehirsk (en ukrainien : Вуглегірськ, en russe : Углегорск, Ouglegorsk) est une ville de l'oblast de Donetsk, en Ukraine. Sa population s'élevait à 7 868 habitants en 2013.

## Géographie
Vouhlehirsk est située à 49 km au nord-est de Donetsk, entre Horlivka et Debaltseve. Vouhlehirsk fait partie de l'agglomération de Horlivka – Ienakiieve. Elle se trouve au sud-ouest de la rivière Karapoulka, affluente de la rivière Louhan, puis du Donets, dans le bassin hydrographique du fleuve Don.

## Administration
Vouhlehirsk fait partie de la municipalité de Ienakiieve (en ukrainien : Єнакієвська міськрада, Ienakiievs'ka mis'krada), qui comprend également la ville de Ienakiieve, 8 communes urbaines et un certain nombre de communes rurales et de hameaux.
Depuis le 17 juillet 2020, elle forme une communauté territoriale municipale dont elle est le centre administratif.

## Histoire
La fondation de la ville est liée à la mise en service de la gare ferroviaire de Khatsapetivka en 1879. C'est le nom de la localité jusqu'en 1958. Cette année-là, elle reçoit son statut de ville et son nom d'Ouglegorsk (de Ougol - уголь - charbon et Gorsk - de Gore - mont), ukrainisé en 1991. La ville est en faveur de la république populaire de Donetsk en 2014. Elle passe alternativement entre les mains des forces gouvernementales et des forces. Les forces gouvernementales quittent la ville, après des combats où quinze chars et de nombreuses pièces d'artillerie étaient engagés, le 31 janvier 2015.

## Population
Recensements (*) ou estimations de la population :
| 1939* | 1959*  | 1970*  | 1979*  | 1989*  |
| ----- | ------ | ------ | ------ | ------ |
| 2 914 | 13 489 | 12 798 | 12 179 | 12 570 |

| 2001*  | 2010  | 2011  | 2012  | 2013  |
| ------ | ----- | ----- | ----- | ----- |
| 10 309 | 8 415 | 8 226 | 8 030 | 7 868 |

## Économie
L'industrie locale repose sur l'extraction et l'enrichissement du charbon. Elle possède sa gare ferroviaire.

## Sphère sociale
La ville dispose de deux écoles, de quatre jardins d'enfants, d'une bibliothèque, d'un stade (Chakhtior, le Mineur), d'une maison de la culture, d'une polyclinique.

## Transports
Vouhlehirsk est située à 64 km de Donetsk par le chemin de fer et à 63 km par la route.